# Tampa (Schiff)
Das ConRo-Schiff Tampa war das Typschiff einer bei Hyundai Heavy Industries gebauten Dreierserie der norwegischen Reederei Wilh. Wilhelmsen. Der Tampa folgten die Schwesterschiffe Texas und Taiko.
Bekannt wurde die Tampa ab August 2001, nachdem das Schiff unter der Führung seines Kapitäns Arne Rinnan 438 schiffbrüchige Afghanen von einem überladenen Fischerboot aufgenommen hatte. Daraus
entstand die Tampa-Affäre, ein diplomatischer Disput über den Verbleib der Flüchtlinge zwischen den Regierungen Australiens, Norwegens und Indonesiens.
Im August 2013 wurde die Tampa in China verschrottet.

## Technische Beschreibung

### Ladungseinrichtungen
Die Tampa war für den Transport von Kraftfahrzeugen eingerichtet, auf einzelnen Decks konnten darüber hinaus rollende Projektladungen und Schwergüter geladen werden. Eine 12,5 Meter breite 420-Tonnen-Heckrampe an der Steuerbordseite diente als Zugang zum Schiff. Des Weiteren verfügte das Schiff über einen JSW-Hägglund-Kran (G4030/3632) mit 40 Tonnen Hubkapazität auf dem Vorschiff. Das Lüftersystem ermöglichte je nach Deck einen 20- bis 30-fachen Luftwechsel pro Stunde.

### Maschinen
Das Schiff wurde durch einen MAN-B&W-Dieselmotor (Typ: 8 L90GB) mit 26950 kW Leistung bei 94 Umdrehungen pro Minute und einem vierflügeligen Festpropeller mit 7,8 Metern Durchmesser angetrieben. Die Maschinenanlage konnte von der Brücke überwacht werden. An- und Ablegemanöver wurden durch zwei Kamewa-Bugstrahlruder vom Typ 2800B/AS-CP mit 1910 kW Leistung unterstützt. Die elektrische Versorgung wurde von drei Daihatsu-Dieselgeneratoren (Typ: 8DS32) mit 2060 kW Leistung sowie zwei Daihatsu-Dieselgeneratoren mit 970 kW Leistung gewährleistet. Ferner stand ein Daihatsu-Notgenerator mit 260 kW Leistung zur Verfügung.

### Unterbringung
Der Wohnbereich war auf den Decks fünf bis acht eingerichtet. Der Mannschaft standen außer den Messen TV-Raum, Bücherei, Konferenzraum, Sportraum und ein kleines Schwimmbecken im Außenbereich zur Verfügung.

## Afghanische Schiffbrüchige im Jahr 2001
Die Tampa befand sich am 26. August 2001 auf der Reise vom australischen Fremantle nach Singapur, als sie eine Nachricht der australischen Seenotrettung empfing, dass ein Schiff in internationalen Gewässern zwischen Indonesien und der australischen Weihnachtsinsel in Seenot geraten war. Die Tampa fand das Fahrzeug, das sich als überfülltes 20-Meter-Holzboot mit 438 Menschen, überwiegend Hazaras aus Afghanistan, sowie Irakern und Pakistanern erwies. Kapitän Arne F. Rinnan nahm die Menschen an Bord der Tampa und steuerte einen indonesischen Hafen an. Nachdem eine 5-köpfige Gruppe der Flüchtlinge auf aggressive Weise eine Kursänderung in Richtung Australien forderte, nahm der Kapitän Kurs auf die australische Weihnachtsinsel. Er informierte die italienische Seefahrtsbehörde. Die australischen Behörden verweigerten dem norwegischen Schiff daraufhin die Einfahrt in ihre Hoheitsgewässer. Australische Militärschiffe wurden gegen die Tampa eingesetzt. Australien begann ein Ermittlungsverfahren gegen den Kapitän. Auch ein Ersuchen des Kapitäns, die Passagiere mit Medikamenten und Nothilfe zu versorgen, wurde von den australischen Behörden abgelehnt. Am 29. August sendete die Tampa ein internationales Notsignal aus.
Nahe der Weihnachtsinsel enterte eine australische Antiterroreinheit die Tampa, übernahm die Kontrolle an Bord und verhinderte ein an Land gehen der Flüchtlinge. Kapitän Rinnan verweigerte ein erneutes Auslaufen in internationale Gewässer, solange die Flüchtlinge an Bord waren. Es entspann sich in den folgen Tagen ein Disput zwischen der Reederei und der norwegischen Regierung einerseits und der australischen Regierung andererseits, der ein weltweites Medienecho fand und von einer Reihe von Protesten verschiedener Menschenrechtsorganisationen gegen die Haltung Australiens begleitet wurde.
Am 1. September 2001 wurde ein Teil der Flüchtlinge für die Bearbeitung ihrer Asylgesuche von der kleinen Pazifikinsel Nauru aufgenommen, was von Australien finanziell unterstützt wurde. 130 Flüchtlinge erhielten von Neuseeland den Flüchtlingsstatus.
Am 20. Juni 2002 erhielten Kapitän Rinnan, die Besatzung der Tampa und die Reederei Wilh. Wilhelmsen in Oslo für ihre besonderen Verdienste um die Einhaltung der internationalen Abkommen zur Rettung von Menschen in Seenot und ihre Zivilcourage den Nansen-Flüchtlingspreis vom damaligen UN-Flüchtlingskommissar, Ruud Lubbers. Rinnan wurde für sein Verhalten mit dem höchsten zivilen norwegischen Orden ausgezeichnet.